# Spizella pusilla
Spizella pusilla là một loài chim trong họ Emberizidae. Loài này có thân dài khoảng 140 mm và cân nặng khoảng 12,5 g. Lông trên đầu màu xám với lông chỏm đầu rỉ rắt, lông vành mắt màu trắng và mỏ màu hồng. Phần trên có sọc nâu pha đen và vàng da bò, lông ức màu trắng, lông bụng màu trắng và đuôi chẻ đôi. Có hai hình thái màu sắc khác nhau, một màu xám hơn và màu còn lại có màu đỏ hơn.
Loài chim sẻ sẻ đồng này phân bố khắp miền đông Canada và miền đông Hoa Kỳ, với các quần thể phía bắc di cư về phía nam đến miền nam Hoa Kỳ và đông bắc Mexico vào mùa thu. Môi trường sống điển hình của loài chim này là khu vực cây cối rậm rạp với cây bụi và đồng cỏ. Chúng xây tổ hình cốc được xây trên mặt đất và ẩn dưới bụi cây hoặc bụi cỏ.